# Thorneela steineri
Thorneela steineri är en rundmaskart. Thorneela steineri ingår i släktet Thorneela och familjen Dorylaimidae. Inga underarter finns listade i Catalogue of Life.